# آیزاک واتس
آیزاک واتس (انگلیسی: Isaac Watts; ۱۷ ژوئیهٔ ۱۶۷۴ – ۲۵ نوامبر ۱۷۴۸) متخصص الهیات، فیلسوف و شاعر سرود روحانی اهل پادشاهی بریتانیای کبیر بود.